# Morcant Bulc
Pour les articles homonymes, voir Bulc.
Morcant Bulc est un roi brittonique actif au VIe siècle.

## Contexte
Selon la généalogie des « Hommes du Nord », Morcant Bulc est un arrière-arrière-petit-fils de Germanianus le fils de Coel Hen.  Il semble avoir régné sur les Votadini établis au sud d'Édimbourg sur la côte nord-est de l'Angleterre peut-être au nord de la Tyne. Son surnom, qui signifie « éclair», semble démontrer qu'il était un chef de guerre pratiquant les raids et les actions rapides. « Bulc » est un surnom bien attesté dans les populations celtiques et semble être issu de la tribu des Belges. Par son fils Coledauc ap Morcant, il est le grand-père et homonyme de Morcant .